# 1-アミノエタノール
1-アミノエタノール（英語: 1-aminoethanol）は、化学式が CH3CH(NH2)OH の有機化合物である。アルカノールアミンに分類される。構造異性体の2-アミノエタノール（エタノールアミン）とはアミノ基の位置が異なる。1-アミノエタノールの中心炭素原子には4つの異なる置換基があるため、2つの立体異性体が存在する。
1-アミノエタノールは、アセトアルデヒドとアンモニア水溶液中に存在する。
1-アミノエタノールは、アラニン合成のストレッカー反応の中間体であることが示唆されている。
1-アミノエタノールは、1833年にヨハン・デーベライナーによって初めて合成され、組成式は1835年にユストゥス・フォン・リービッヒによって初めて決定された。分子構造は、1877年にロベルト・シフが CH3CH(OH)NH2 であることを示すまで、証明されないままであった。